# 創藝出版社
創藝出版社（CY），是過去一家新加坡的漫畫出版社，代理發行英文及簡體中文版漫畫。該社特色是內容雖為簡體中文，但近年來封面標題大多用繁體中文表示。業務範圍可達馬來西亞、印度和菲律賓，並透過Madman Entertainment在澳大利亚、紐西蘭銷售英文版漫畫。
截至2012年4月未出中文版新書，官網於同年6月停止更新，英文版仍持續供應至2013年10月；2014年2月由Madman宣佈其在未正式通知下、近來已結束營業。

## 代理漫畫
- 20世紀少年、21世紀少年
- 绝对男友
- 飛輪少年
- 第三類接觸
- Angel Heart
- Bleach 死神
- BLOODY MONDAY
- D.Gray-Man
- DEAR BOYS
- 死神筆記簿
- 死神的歌谣
- 名侦探柯南
- 七龙珠
- 灌篮高手
- 哆啦A梦
- 怪医秦博士
- 美少女战士
- 数码宝贝系列
- 洛克人
- 男女跷跷板
- 最游记 RELOAD
- GS美神極樂大作戰
- 魔剑美神
- 魔探洛基
- 魔法亞克羅
- 魔童小子
- 魔法零蛋
- 魔法老師
- 破坏魔定光
- 武裝鍊金
- 游戏王
- 足球小将翼
- 凉风
- 黑貓
- 黑执事
- 疾風蒙面俠21
- FAIRY TAIL
- 水果籃
- 钢之炼金术师
- 會長是女僕
- 烈火之炎
- 閃靈2人組
- 疾风守护者
- 史上最强之弟子兼一
- 棋灵王
- 家庭教师HITMAN REBORN!
- 结界师
- 金田一少年之事件簿
- 强殖装甲 GUYVER
- 头文字D
- 獵人×獵人
- MÄR
- Monster Soul
- 火影忍者
- NANA
- 忍空
- 海賊王
- 櫻蘭高校男公關部
- 网球王子
- 超能力少年
- 金色琴弦
- 創龍傳
- 库洛魔法使
- 草莓100%
- 苍天之拳
- 浪客剑心
- 传信蜂
- 星歌戀曲
- 寻找满月
- 妖逆門
- PLUTO
- 偵探學園Q PREMIUM
- 聖鬥士星矢 Episode G
- 鬼眼狂刀
- S·A特優生
- 校园迷糊大王
- 通灵童子
- 紳士同盟
- TO LOVE 恋爱大麻烦
- TSUBASA翼
- 吸血鬼騎士
- 吸血鬼女友
- 麻辣教師GTO
- XXX HOLIC 迷梦魔法屋
- 不良少年与四眼妹
- 獸神演武
- 殺戮箴言
- 银魂
- 火王
- 傾國怨伶

## 外部連結
- 創藝出版社（英文）（简体中文）(Archive)
- 創藝出版社的Facebook專頁